# Pierre Koralnik

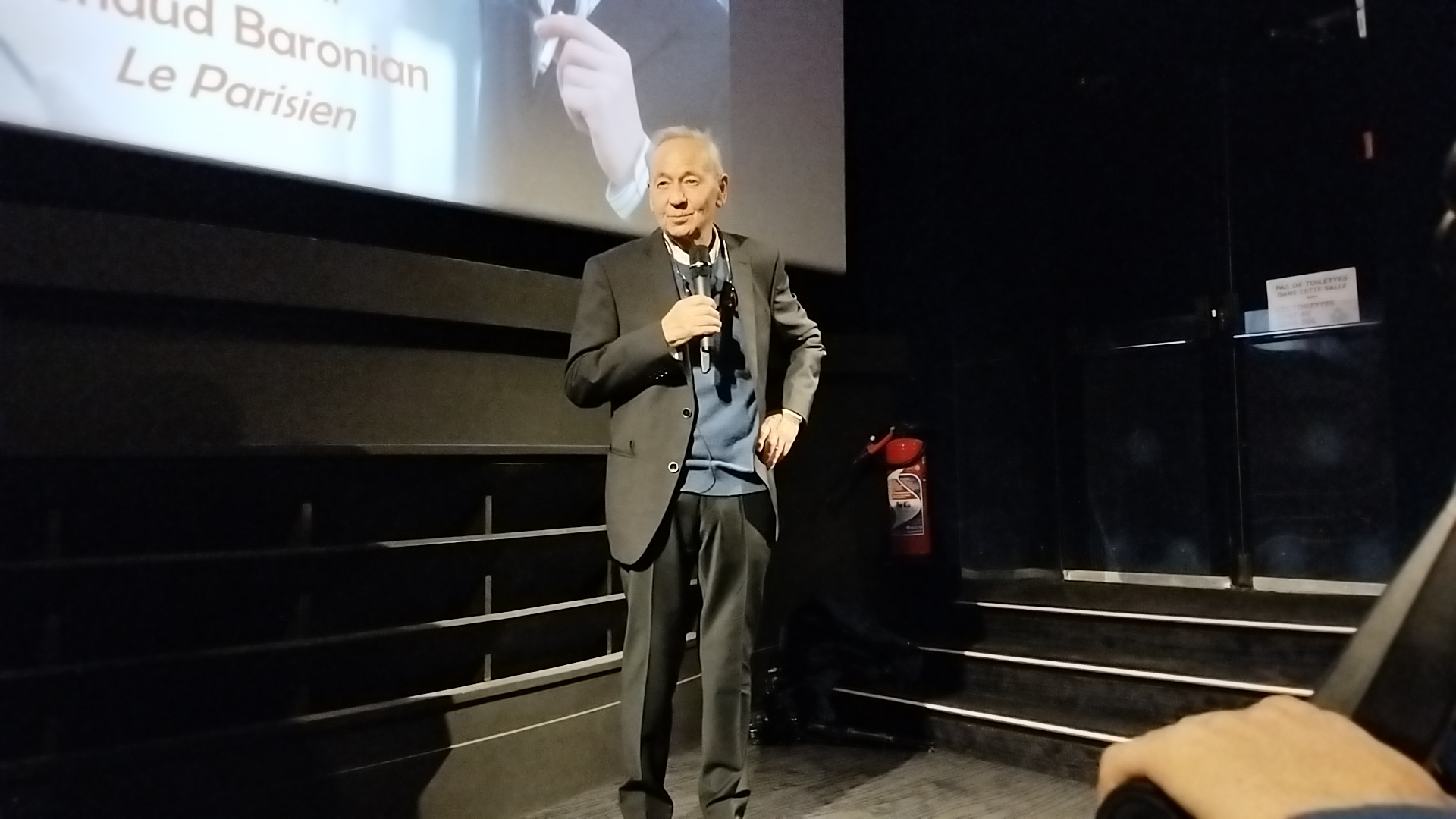
Pierre Koralnik

Pierre Koralnik (* 1937 in Paris) ist ein Schweizer Filmregisseur und ist insbesondere für seine Arbeiten Anna und Cannabis – Engel der Gewalt mit dem französischen Chansonnier Serge Gainsbourg bekannt.
Ausserdem arbeitete er mit Jane Birkin, Anna Karina, Ingrid Thulin, Michel Bouquet, Tom Novembre, Bernard Haller oder Bruno Cremer. Sein Musikvideo-Projekt Vicky Leandros – Ich bin bezeichnet die Zeitschrift Spex in ihrer Ausgabe vom Juli/August 2011 (Spex #333, S. 81) als "unvergessliche[s] Zeugnis für die verfehlte Pop-Sozialisation eines Landes."
Koralnik führte Regie bei diversen Künstlerporträts, die einen eigenwilligen Einblick in die Welt der jeweiligen Künstler gewähren. Takeshi Kitano bezeichnete Cannabis – Engel der Gewalt in einem Interview als einen sehr wichtigen Einfluss für sein eigenes Filmschaffen.

## Filmographie
- 1967: Anna (TV)
- 1970: Cannabis – Engel der Gewalt
- 1972: La Sainte Famille ou La Chasse au Diable
- 1973: Salomé (TV)
- 1974: La Reine de Saba (TV)
- 1977: Moi, exilée (TV)
- 1978: Rumeur (TV)
- 1983: La Passion d‘Adolf Wölfli
- 1984: Le Rapt – Die Entführung (Le Rapt)
- 1988: Le Prince Barbare
- 1989: Negerviertel (Quartier nègre)
- 1991: Böses Erwachen (Les Démoniaques) (TV)
- 1991: Gesichter der Schweiz, Episode: Elisabeth Eschler, Gemeindehauptmann
- 1993: Retour au bercail, Folge von Nestor Burmas Abenteuer in Paris
- 1996: Le réveil, Folge von Lehrer auf Abruf / L’Instit (TV)
- 1997: Maigret et l’improbable Monsieur Owen (TV)
- 2002: Das letzte Versteck (TV)

### Künstlerporträts
- Andrée Putman, vision de rêve (1994)
- La passion d’Adolf Wölfli (1983)
- Louise Nevelson, my life as a collage (1980)
- Peggy Guggenheim, mémoires d’une collectionneuse (1970)
- Francis Bacon, peintre anglais (1963)
- James Baldwin, un étranger dans le village (1962)
- Denis de Rougemont, fragments d’une biographie (1960)